# Tarazá

Bandeira de Tarazá.

Localização de Taracá, no departamento de Antioquia.

Tarazá é uma cidade e município da Colômbia, no departamento de Antioquia. Dista 222 quilômetros de Medellín, a capital do departamento. Possui ma área de 1.569 quilômetros quadrados.